# CCL24
CCL24 (англ. C-C motif chemokine ligand 24) – білок, який кодується однойменним геном, розташованим у людей на 7-й хромосомі. Довжина поліпептидного ланцюга білка становить 119 амінокислот, а молекулярна маса — 13 134.
| 10         |  | 20         |  | 30         |  | 40         |  | 50         |
| ---------- |  | ---------- |  | ---------- |  | ---------- |  | ---------- |
| MAGLMTIVTS |  | LLFLGVCAHH |  | IIPTGSVVIP |  | SPCCMFFVSK |  | RIPENRVVSY |
| QLSSRSTCLK |  | AGVIFTTKKG |  | QQFCGDPKQE |  | WVQRYMKNLD |  | AKQKKASPRA |
| RAVAVKGPVQ |  | RYPGNQTTC  |  |            |  |            |  |            |

A: Аланін

C: Цистеїн

D: Аспарагінова кислота

E: Глутамінова кислота

F: Фенілаланін

G: Гліцин

H: Гістидин

I: Ізолейцин

K: Лізин

L: Лейцин

M: Метіонін

N: Аспарагін

P: Пролін

Q: Глутамін

R: Аргінін

S: Серин

T: Треонін

V: Валін

W: Триптофан

Кодований геном білок за функцією належить до цитокінів. 
Задіяний у таких біологічних процесах, як запальна відповідь, хемотаксис. 
Секретований назовні.